# Borodianka (huyện)
Huyện Borodianka (tiếng Ukraina: Бородянський район, chuyển tự: Borodiankas’kyi raion) là một huyện của tỉnh Kiev thuộc Ukraina. Huyện Borodianka có diện tích 934 km², dân số theo điều tra dân số ngày 5 tháng 12 năm 2001 là 57790 người với mật độ 62 người/km2. Trung tâm huyện nằm ở Borodianka.